# عباس الخزام
عباس الخزام (1933-2007)، شاعر وصحفي سعودي، من أبرز شعراء القطيف، يُعد شاعرًا مجددًا من شعراء الخليج العربي المعاصرين، وأول شاعر من الخليج تذاع له قصيدة كاملة في هيئة الإذاعة البريطانية (BBC)، عُرف عبر الصحافة البحرينية، وربطته بأبرز شعراء البحرين علاقة وثيقة كعلاقته بالشاعر إبراهيم العريّض وقاسم حداد، وأدرجت قصيدته (درة الخليج) ضمن منهج المحفوظات للمرحلة الإعدادية في البحرين، وصدرت له نحو 10 مؤلفات ما بين الشعر والنقد، منها كتاب يُعد مرجعًا في مجاله بعنوان (كيف يُنظَّم الشعر؟). كان كثير الترحال فتنقل بين كلًا من البحرين، القطيف، لبنان، والهند، واستقر في البحرين لسنوات عديدة قبل أن يرجع إلى مسقط رأسه القطيف ويقضي فيها فصول من حياته، وتوفي يوم الاثنين 9 يونيو 2007.

## حياته
ولد في القطيف عام 1933، وفيها تتلمذ على يد ميرزا حسن البريكي، وحفظ عيون الشعر العربي مبكرًا، عمل في أرامكو قبل أن ينتقل للعيش في البحرين، وهناك رأس عددًا من المجلات الثقافية والأدبية، ومارس الترجمة والصحافة، ودرس القانون في كلًا من الهند وبيروت، وقد عُرف عنه كثرة الترحال والتنقل.